# Boremel (gmina)
Boremel – dawna gmina wiejska w powiecie dubieńskim województwa wołyńskiego II Rzeczypospolitej. Siedzibą gminy był Boremel.

## Podział administracyjny
W 1936 roku w skład gminy wchodziło 20 gromad:
- Bormel (miasteczko)
- Boremel
- Bilcze
- Chryniki
- Ferma-Tołpyżyńska
- Kundziwola
- Łopawsze
- Łysin
- Małów
- Nowy-Tok
- Niwy-Złoczowskie
- Nowosiółki
- Paszowa
- Rusinowe-Beresteczko
- Smyków
- Szyben
- Tołpyżyn
- Wyczółki
- Werbeń
- Złoczówka